# Большое Учно
Большое Учно — деревня в Старорусском районе Новгородской области в составе Наговского сельского поселения.

## География
Находится в южной части Новгородской области на расстоянии приблизительно 13 км на север-северо-запад по прямой от железнодорожного вокзала города Старая Русса.

## История
На карте 1840 года уже была обозначена как поселение с 40 дворами. 

## Население
Численность населения: 66 человек (русские 94%) в 2002 году, 84 в 2010.